# José Miguel Miyar Barruecos
Tiến sĩ José Miguel Miyar Barruecos (sinh ngày 3 tháng 8 năm 1932 tại Siboney) là chính khách người Cuba và là Bộ trưởng Bộ Khoa học, Công nghệ và Môi trường Cuba từ năm 2009 đến tháng 3 năm 2012.

## Tiểu sử
Tiến sĩ Miyar từng là bác sĩ y khoa và là thành viên thuộc Lực lượng Vũ trang Cách mạng Cuba. Ông giữ chức Giám đốc Sở Y tế Nông thôn Cuba. Về sau lên làm Bí thư Hội đồng Nhà nước từ năm 1980 đến năm 2009. Ông còn là Đại biểu Quốc hội Chính quyền Nhân dân và là Ủy viên Ban Chấp hành Trung ương Đảng Cộng sản Cuba cho đến năm 2013.